# Margaritaria hispidula
Margaritaria hispidula är en emblikaväxtart som beskrevs av Grady Linder Webster. Margaritaria hispidula ingår i släktet Margaritaria och familjen emblikaväxter. Inga underarter finns listade i Catalogue of Life.